# 佛教林金殿紀念小學
佛教林金殿紀念小學（英語：Buddhist Lim Kim Tian Memorial Primary School），是香港的一所津貼小學，為香港佛教聯合會的屬校，位於葵青區葵芳邨，於1972年成立，1998年遷入現時的校舍。

## 歷史
佛教林金殿紀念小學於1972年3月1日創立，當時位於舊葵芳邨鄰近第6座的一所「火柴盒」小學校舍，僅設有上午校。由於此校獲得新加坡已故商人林金殿（1894-1956）遺孀林黃節貞捐款興建，因而冠名為「佛教林金殿紀念學校」。翌年此校開設下午校。
由於葵芳邨於1982年被揭發樓宇普遍質量不合規格，需按擴展及整體重建計劃逐步拆卸重建，當中舊校舍原來需於1996年封閉。按照原有計劃，此校雖獲原則上分配現址校舍，但仍要於上述日期暫遷至麗瑤邨佛教何礪峰紀念學校舊址上課，期間不可招收小一，直至1998年才可回遷及恢復招生。
在各方面爭取下，舊校舍獲准延遲兩年拆卸及繼續招生，而此校亦於1996年9月尾，正式獲教育署分配同邨第7座舊址上興建的新校舍。翌年的1997年9月1日起，此校上、下午校合併為全日制小學，並維持至今。
1998年6月1日，此校正式遷入新建校舍更名爲「佛教林金殿紀念小學」。同年12月3日，此校舉行新校開幕禮。

## 校舍設施

### 舊校舍
舊校舍為一所標準的「火柴盒」小學，鄰近該邨的第4及6座。該校舍連同地下樓高6層，設有24間課室。
在新校舍1998年3月落成後，舊址隨即交回香港房屋委員會（房委會），於同年年尾拆卸重建，原址已重建為同邨原屬「前葵屏苑」的葵喜樓。

### 新校舍
新校舍為一所1995年版本的小學靈活式校舍，連同同屬葵芳邨重建第5期的葵泰樓由新福港承建，佔地面積4,700平方米，設有30間課室，並附設禮堂及各種特別室。校舍於1998年3月9日竣工交付，同年6月1日起啟用。
此校舍的建設工程早於1995年11月交付立法局表決，為全港首批審議的第二代小學靈活式校舍建設計劃之一。

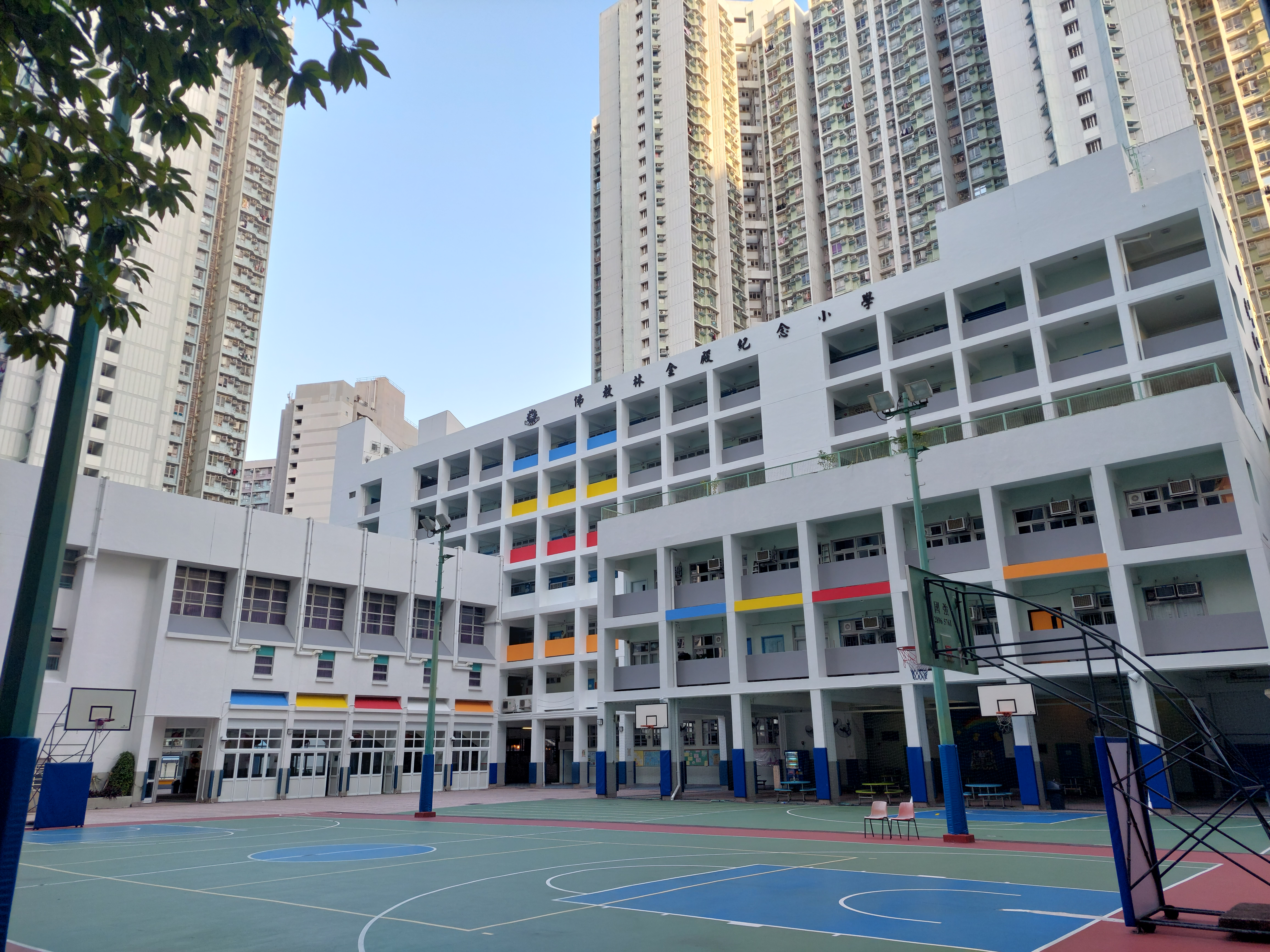
新校舍西北面

## 歷任行政人員

### 校監
- 釋覺光法師（1972年-2001年，創校校監，兼辦學團體主席）[10]
- 釋道平法師（2001年-2009年）[11]
- 釋妙慧法師（2009年起，現任校監）

### 校長

#### 上午校
- 陳翰香先生（1972年-1981年，創校校長，由同系佛教中華康山學校調任）
- 文士彬先生（1981年-1989年，第二任，由下午校調任）
- 潘家壽先生（1989年-1997年，第三任，於1989-1993年間兼任上、下午校校長，1997年出任全日制首任校長）

#### 下午校
- 文士彬先生（1973年-1981年，創校校長，後調任上午校校長）
- 朱巧玉女士（1981年-1984年，第二任，由同系佛教中華康山學校調任）
- 潘家壽先生（1984年-1993年，第三任，於1989-1993年間兼任上、下午校校長）
- 周錦標先生（1993年-1997年，第四任）

#### 全日制
- 潘家壽先生（1997年-2004年，全日制首任校長）[10]
- 黃錦燦先生（2004年-2008年，由同系佛教中華康山學校調任）[12]
- 李玉枝女士（2008年-2018年，由同系佛教榮茵學校調任[13]）
- 吳永雄先生（2018年起，現任校長，由同系佛教中華康山學校調回[14]）

## 著名/傑出校友
- 林穎彤：香港無綫電視女藝人
- 胡兆康：香港保齡球運動員[15]
- 譚旻萱：組合Me&成員，模特兒
- 力臻：香港歌手
- 文偉均：前信興電工工程有限公司（樂信牌）總經理及前港九電器商聯會副會長[16]（1973年小六）

## 外部連結
- 學校網站 （页面存档备份，存于）